# Regla de Ibáñez-Saavedra

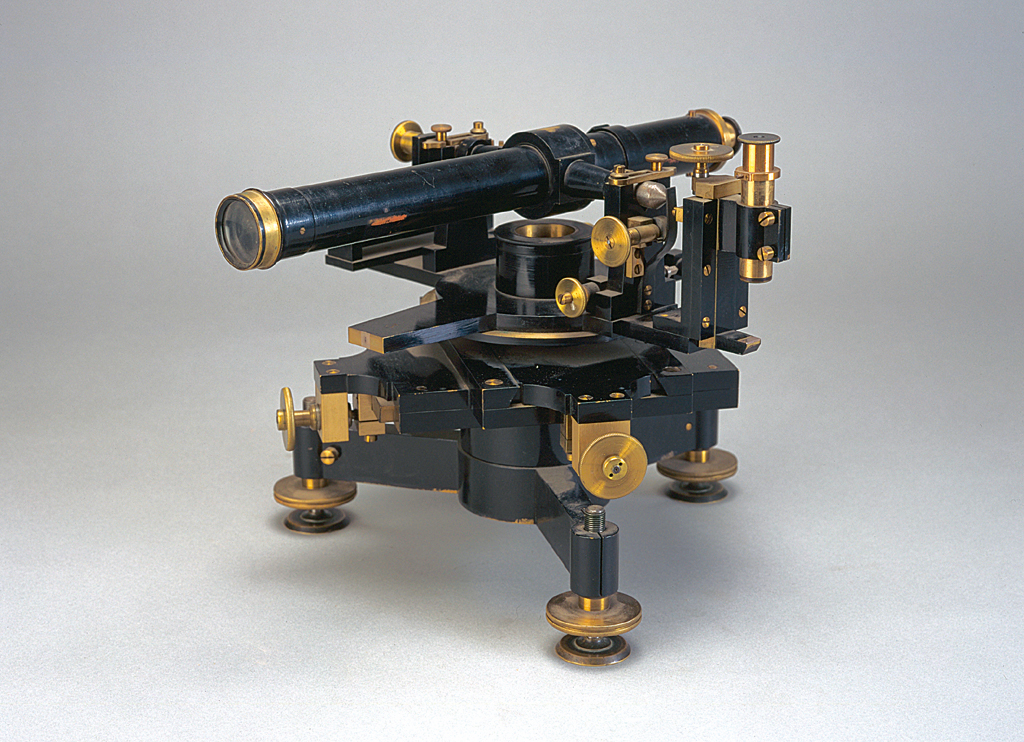
Anteojo colimador que formaba parte del equipo auxiliar de la regla geodésica de Ibáñez-Saavedra (Colección de Instrumentos del Instituto Geográfico Nacional de España)

La regla de Ibáñez-Saavedra, también conocida como regla geodésica de la Comisión del Mapa de España o simplemente como regla española, es un instrumento geodésico que data de 1857, y con el que se midió la base geodésica de Madridejos, origen de la red cartográfica nacional. Ideada por los geodestas Carlos Ibáñez de Ibero (1825-1891) y Frutos Saavedra Meneses (1823-1868), su importancia histórica radica en que sirvió de patrón para este trabajo, dando origen a la cartografía moderna en España. Esta regla quedó custodiada como patrón fundamental de longitud hasta que España recibió los ejemplares del metro patrón.

## Historia

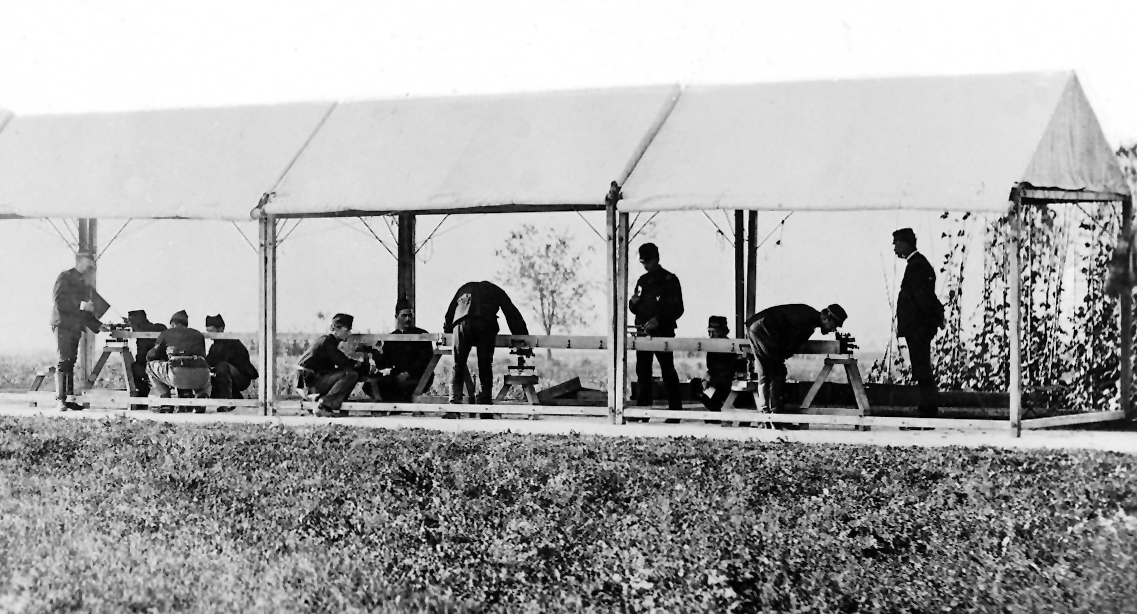
Medición de línea base de Suiza con el aparato de Ibáñez en 1880

España adoptó el sistema métrico decimal en 1849. Tres años después, en 1852, el Gobierno fue instado por la Real Academia de Ciencias Exactas, Físicas y Naturales a aprobar la creación de un mapa de España a gran escala. Al año siguiente, Carlos Ibáñez de Ibero fue designado para emprender esta tarea. Como había que crear todo el equipo científico y técnico para una vasta empresa de esta clase, Ibáñez, en colaboración con su camarada, el capitán Frutos Saavedra Meneses, planteó el proyecto de un nuevo aparato para medir bases. Reconoció que los patrones finales con que todavía estaban equipados los aparatos más perfectos del siglo XVIII y los de la primera mitad del siglo XIX, que Jean-Charles de Borda o Friedrich Wilhelm Bessel simplemente unían midiendo los intervalos por medio de lengüetas de tornillo o cuñas de vidrio, serían reemplazados ventajosamente en cuanto a la precisión obtenida por el sistema, diseñado por Ferdinand Rudolph Hassler para la Cartografía Costera de los Estados Unidos, y que consistía en utilizar un patrón único con líneas marcadas en la barra y mediciones microscópicas. En cuanto a los dos métodos para tener en cuenta el efecto de la temperatura, Ibáñez utilizó tanto las reglas bimetálicas, de platino y de latón, que empleó por primera vez para la base central de España, como la sencilla regla de hierro con termómetros de mercurio incrustados que se utilizó en Suiza.
Ibáñez y Saavedra fueron a París para supervisar la producción por parte de Jean Brunner del instrumento de medida (calibrado con respecto al metro) que habían ideado y que luego compararon con la doble toesa N°1 de Borda, que era la principal referencia para medir todas las bases geodésicas de Francia y cuya longitud era por definición de 3,8980732 metros a una temperatura específica. El instrumento de medida español de cuatro metros de longitud, que se conocería como la Norma Española (en francés: Règle espagnole), fue replicado para ser utilizado en Egipto. En 1863, Ibáñez e Ismail Efendi Mustafá compararon la Norma Española con la Norma Egipcia en Madrid. Estas comparaciones eran esenciales debido a la expansibilidad de los materiales sólidos con el aumento de la temperatura. En efecto, un hecho había dominado constantemente todas las fluctuaciones de ideas sobre la medición de bases geodésicas: era la preocupación constante por evaluar con precisión la temperatura de los patrones en el campo; y la determinación de esta variable, de la que dependía la longitud del instrumento de medición. Este problema siempre había sido considerado por los geodestas tan difícil y tan importante que casi se podría decir que la historia de los instrumentos de medición es casi idéntica a la de las precauciones tomadas para evitar errores debidos a la temperatura.
En 1858, la base geodésica central de triangulación de España fue medida en Madridejos (Toledo) con una precisión excepcional para la época gracias a la Norma Española. Ibáñez y sus colegas escribieron una monografía que fue traducida al francés por Aimé Laussedat. El experimento, en el que se compararon los resultados de ambos métodos, marcó un hito en la controversia entre los geodesistas franceses y alemanes sobre la longitud de las bases de triangulación geodésica, y validó empíricamente el método del general Johann Jacob Baeyer, fundador de la Asociación Internacional de Geodesia.

### Aparato de Ibáñez
De 1865 a 1868 Ibáñez de Ibero sumó el levantamiento de las islas Baleares al de la península ibérica. Para este trabajo ideó un nuevo instrumento, que permitía realizar las mediciones mucho más rápidamente. En 1869, lo llevó consigo a Southampton, donde Alexander Ross Clarke estaba realizando las mediciones necesarias para comparar los patrones de longitud utilizados en distintos países del mundo. Finalmente, esta segunda versión del instrumento, conocido como aparato de Ibáñez, se utilizó para medir las bases geodésicas de Suiza, situadas en Aarberg, Weinfelden y Bellinzona.

## Funcionamiento
El funcionamiento del aparato era el siguiente: la barra de platino dispone en sus dos extremos de una raya marcada que enrasa con unas piezas o reglitas de platino graduadas y embutidas en la regla de latón sobre la que descansa la regla de platino, actuando éstas a modo de vernier. Dos microscopios situados en los extremos permitían visualizar las divisiones tanto de la barra de platino como las de la barra de latón, con lo que podía calcularse la longitud de la regla conociendo el coeficiente de dilatación de ambos materiales en función de la temperatura. Las reglas deslizaban sobre cojinetes y trípodes, desplazándose el conjunto en el sentido cola-cabeza a medida que progresaba la medición. Un anteojo colimador, que disponía de una pequeña mira, permitía conducir la regla en una perfecta alineación con la base a medir.

## Medición de la base de Madridejos
Cuando Ibáñez midió con la regla española en 1858-1859 la base central de la triangulación de España, situada cerca de Madridejos, en la provincia de Toledo, encontró como resultado de esta operación la longitud de 14.664,5 m ± 0,0025 m, y las dos medidas de la parte central, de 2.766,9 m de longitud, coincidieron con un margen de 0,19 mm. El mismo grado de precisión se obtuvo con el aparato de hierro monometálico para las otras ocho bases que Ibáñez midió posteriormente en España, de 1865 a 1879, así como para las tres bases suizas, que fueron determinadas con un error kilométrico de 0,43 mm.